# Zgromadzenie Sióstr Służek Najświętszej Maryi Panny Niepokalanej
Zgromadzenie Sióstr Służek Najświętszej Maryi Panny Niepokalanej (Służki) – bezhabitowe zgromadzenie zakonne założone 7 października w 1878 w Zakroczymiu przez bł. Honorata Koźmińskiego OFMCap (1829–1916) i Rozalię Szumską (1856–1916).

## Cel
Celem zgromadzenia jest oddawanie chwały Bogu przez dążenie sióstr do miłości doskonałej drogą rad ewangelicznych: (czystości, ubóstwa i posłuszeństwa) oraz utwierdzanie wiary i moralności chrześcijańskiej wśród ludności wiejskiej.

## Historia
Inspiracją do założenia Zgromadzenia Sióstr Służek Najświętszej Maryi Panny Niepokalanej były wyraźne znaki czasu, gdy w 1877 roku w Gietrzwałdzie Maryja wzywała do ratowania narodu polskiego poprzez modlitwę różańcowa, w warunkach prześladowań po upadku powstania styczniowego, gdy władze carskie dokonały kasaty zakonów, a zamykając nowicjaty zakonne zakazały przyjmowania nowych kandydatów). Wówczas większa liczba wiejskich dziewcząt, przy konfesjonale o. Honorata szukała rady i pomocy do realizacji swoich pragnień służenia Bogu w życiu zakonnym.
O. Honorat Koźmiński widząc ogromne potrzeby duchowe i materialne różnych środowisk społecznych, 7 października 1878 roku założył bezhabitowe zgromadzenie zakonne. Zgromadzenie rozwijało się bardzo prężnie, tak że w 1907 roku było już 8479 sióstr. Przez pierwsze 29 lat do zgromadzenie zgłaszało się ponad 150 kandydatek.
- w 1909 Stolica Apostolska zatwierdziła konstytucje zakonne.
- w 1923 powstała prowincja na Litwie.
- w 1935 siostry założyły dom zakonny w Stanach Zjednoczonych.
- w 1937 zgromadzenie uzyskało czasowe zatwierdzenie Stolicy Apostolskiej.
- w 1949 roku zgromadzenie uzyskało ostateczne zatwierdzenie Stolicy Apostolskiej.
- w 1969 siostry założyły dom zakonny we Włoszech.
- w 1975 siostry założyły dom zakonny na Łotwie.
- w 1977 roku siostry podjęły działalność misyjną w Rwandzie.
- w 1991 roku siostry założyły dom zakonny na Białorusi.
- w 1994 roku siostry podjęły działalność misyjną w Republice Konga.
- w 2008 roku siostry założyły dom zakonny we Francji[2].

Siostry Służki były drugim z kolei zgromadzeniem niehabitowym.
Członkinią zgromadzenia jest prof. Teresa Paszkowska wykładowczyni Wydziału Teologii Katolickiego Uniwersytetu Lubelskiego Jana Pawła II.

## Domy zakonne
- Mariówka (dom generalny): Podkowa Leśna (dom sekretariatu misyjnego), Rzym-Casa Santa Maria (dom zagraniczny)[3].
- Prowincja płocka: Płock (dom prowincjonalny), Częstochowa, Kobyłka, Krasnosielc, Nowe Miasto, Pułtusk, Rokicie, Skępe, Tuszyn, Warszawa, Zakopane, Złaków Kościelny, Żuromin[4].
- Prowincja sandomierska: Sandomierz (dom prowincjonalny), Białobrzegi Radomskie, Biały Dunajec, Drzewica, Garbatka-Letnisko, Jedlnia-Letnisko, Kałków-Godów, Kielce, Klwów, Lublin, Magnuszew, Nałęczów, Rusinów, Opoczno, Opole Lubelskie, Przysucha, Puławy, Radom, Wieniawa[5].
- Prowincja siedlecka: Siedlce (dom prowincjonalny), Augustów, Biała Podlaska, Białystok, Drohiczyn, Długosiodło, Garwolin, Gietrzwałd, Kadzidło, Łomża, Miastków, Myszyniec, Suchożebry, Samogoszcz, Sokołów Podlaski, Sokółka, Szumowo, Węgrów, Wojciechów, Grodno (dom zagraniczny na Białorusi)[6].
- Prowincja amerykańska: Catonsville (dom prowincjonalny), Cleveland, Hyattsville, Waszyngton[7].
- Prowincja litewska: Panevèžys (dom prowincjonalny), Kowno, Palunga, Šilalè, Truskava, Wilno, Žemaičiu Kalvarija[8].
- Delegatura afrykańska: Butare (dom delegatury), Cyangugu, Karhala[9].
- Delegatura łotewska: Ryga (dom delegatury)[10].